# Michael Sheen
Michael Christopher Sheen, OBE (Newport, Gal·les, 5 de febrer de 1969) és un actor de teatre i cinema gal·lès.

## Biografia

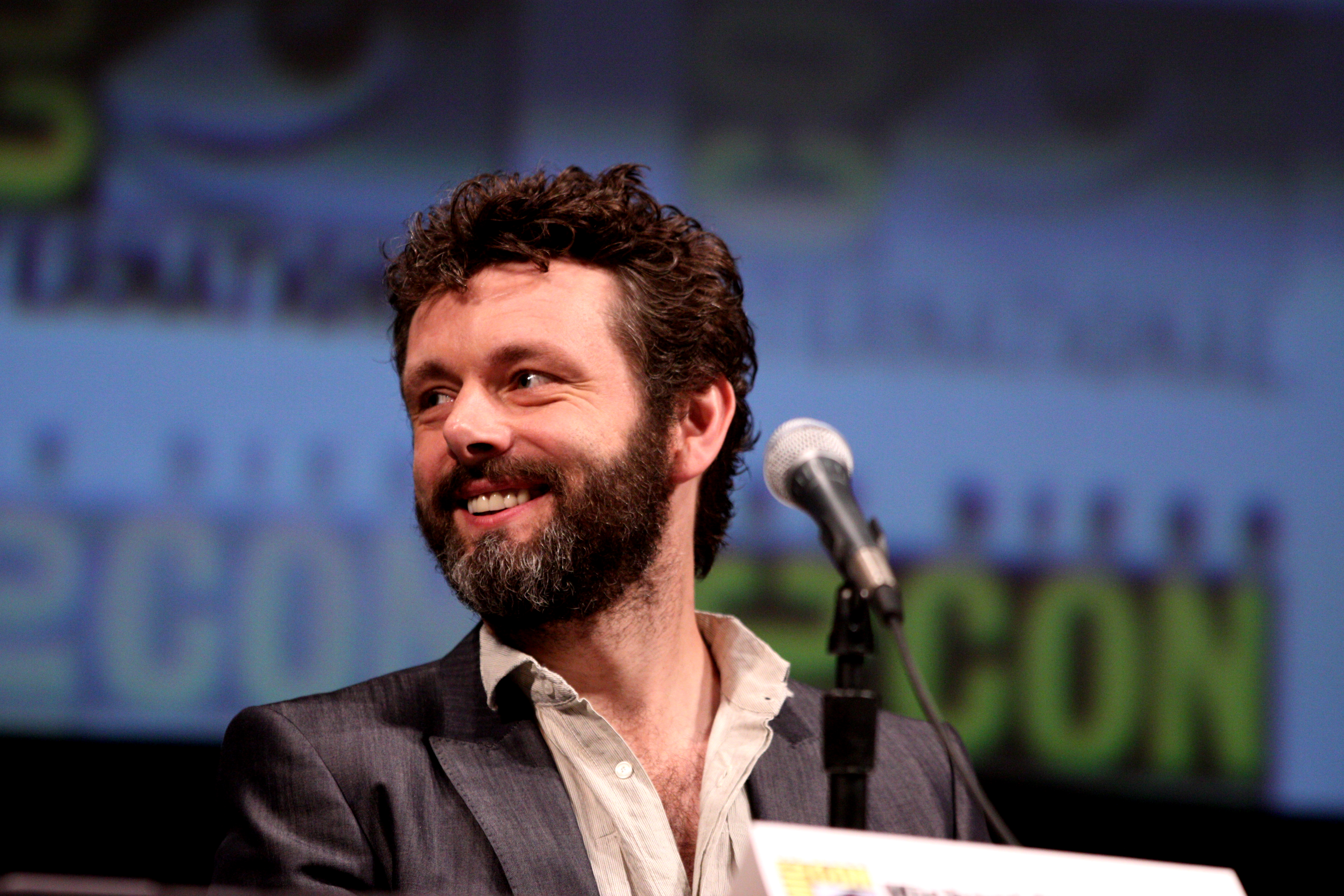
Sheen al Comic-Con de San Diego de 2014

Després de formar-se a la Royal Academy of Dramatic Art, Sheen va debutar el 1991 amb Vanessa Redgrave a When She Danced al Globe Theatre. Va treballar principalment al teatre durant la dècada de 1990 i va fer aparicions notables a l'escenari a Romeu i Julieta (1992), Don't Fool With Love (1993), Peer Gynt (1994), The Seagull (1995), The Homecoming (1997) i Henry V (1997). Les seves actuacions a Amadeus a l'Old Vic i Look Back in Anger al Royal National Theatre foren nominades als Premis Olivier el 1998 i 1999, respectivament.

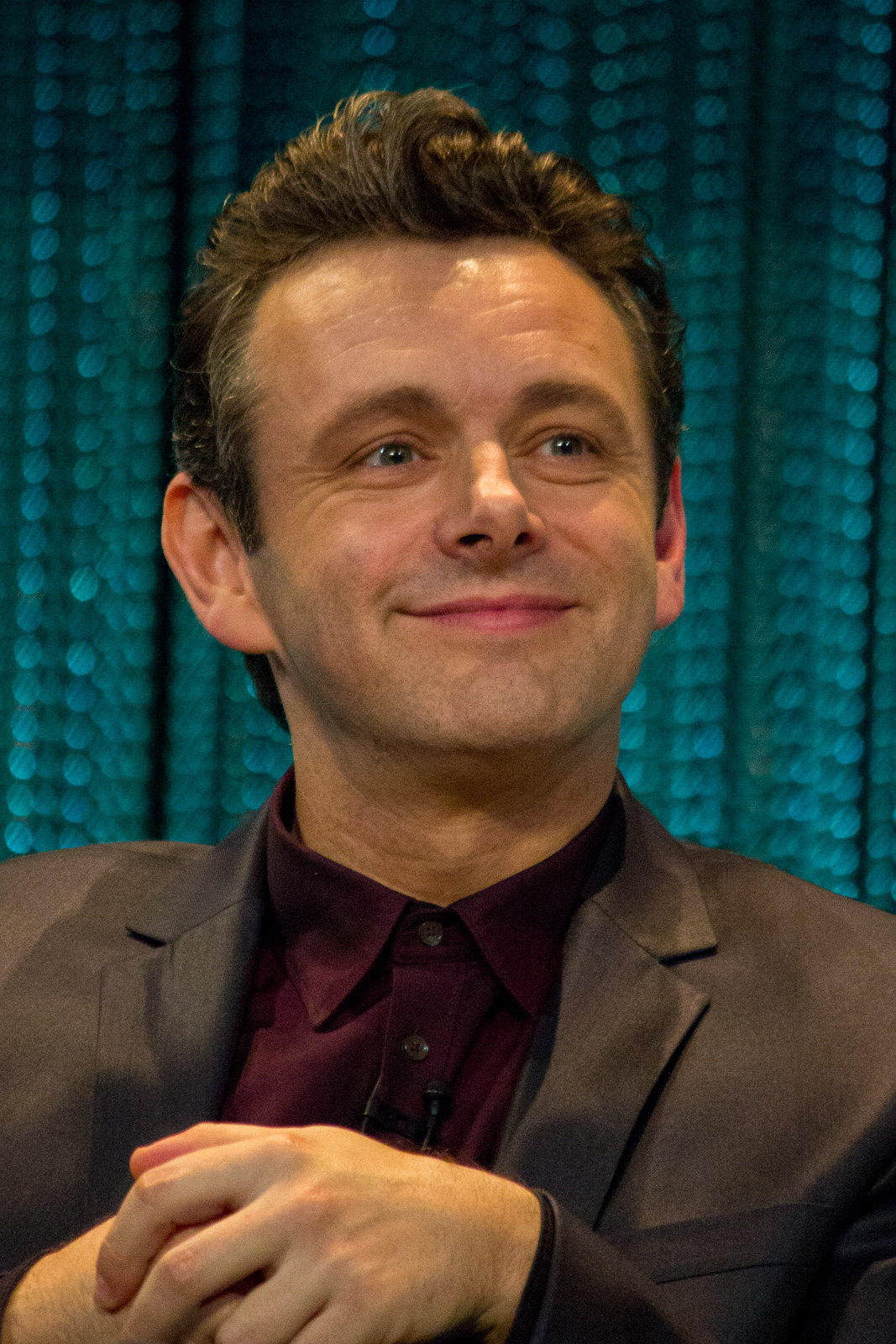
Al The Paley Center 2014

A la dècada del 2000, sense deixar de fer aparicions esporàdiques en el teatre, Sheen es va donar a conèixer com a actor de cinema. El 2003, va ser nominat per a un tercer Premi Olivier per la seva actuació a Calígula al Donmar Warehouse i tenia una extraordinària actuació en el paper del polític britànic Tony Blair a la pel·lícula de televisió The Deal. Va rebre una nominació al Premi BAFTA el 2004 pel seu treball al drama de la ITV Dirty Filthy Love. El 2006, Sheen va actuar com el problemàtic actor còmic Kenneth Williams a la pel·lícula de la BBC Four, Fantabulosa! i va cridar l'atenció d'un públic internacional quan va repetir el seu paper com a Blair a La reina. Ambdues actuacions van ser nominades als Premis BAFTA. Sheen va rebre una quarta nominació al Premi Olivier el 2006 per la interpretació del locutor David Frost a Frost/Nixon al Donmar Warehouse i més tard va reprendre el paper de Frost en l'adaptació cinematogràfica de l'obra (de 2008). El 2009, Sheen aparèixer en dues pel·lícules de fantasia, Underworld: The Rise of the Lycans i  Lluna Nova, i va actuar com a l'extravertit entrenador de futbol Brian Clough a The Damned United.
A la dècada de 2010, Sheen ha dividit el seu temps entre el cinema, la televisió i el teatre. El 2010, va fer una aparició especial de quatre episodis a la comèdia de l'NBC 30 Rock i va ser nominat per a un Premi Emmy pel seu paper de Blair a la pel·lícula de l'HBO, The Special Relationship. Michael va aparèixer a la pel·lícula de ciència-ficció Tron: Legacy (2010) i la comèdia romàntica de Woody Allen Midnight in Paris (2011). A la Pasqua de 2011, Sheen va dirigir i va actuar al Teatre Nacional de Gal·les, La Passió, una obra de teatre de 72 hores representació de la Passió en escena secular a la seva ciutat natal de Port Talbot. D'octubre de 2011 fins al gener de 2012, Sheen va interpretar el paper protagonista de Hamlet al Young Vic. El 2013, va ser el protagonista del drama de dotze capítols de Showtime Masters of Sex.
Va fer el paper d'Arthur, el androide-barman al film Passengers.

### Vida privada
De 1995 a 2003, ha estat el company de l'actriu anglesa Kate Beckinsale. El 31 de gener de 1999, van tenir una filla, Lily Sheen.
De 2003 a 2010, ha estat en parella amb la ballarina de ballet anglesa Lorena Stewart. De setembre de 2010 a febrer de 2013, ha estat en parella amb l'actriu canadenca Rachel McAdams. De setembre de 2013 a 2014, ha estat en parella amb la personalitat mediàtica americana Carrie Keagan d'onze anys la seva cadet.
De febrer de 2014 a desembre de 2017, va ser el company de l'actriu i humorista estatunidenca Sarah Silverman.

## Filmografia
- 1993: Gallowglass (TV): Joe
- 1993: Maigret (sèrie de televisió): Philippe
- 1995: Othello: Lodovico
- 1996: Mary Reilly: Bradshaw
- 1997: The Gran (sèrie de televisió): Thomas Jordan
- 1997: Wilde de Brian Gilbert: Robbie Ross
- 1998: Animated Epics: Beowulf (TV): Wiglaf (veu)
- 1998: Lost in France (TV): Owen
- 1999: Doomwatch: Winter Angel (TV): Angel (veu)
- 2002: Heartlands: Colin
- 2002: The Forn Feathers: William Trench
- 2003: Bright Young Things: Miles
- 2003: Underworld: Lucian
- 2003: The Deal (TV): Tony Blair
- 2003: Timeline: Lord Oliver
- 2004: The Open Doors: Frampton Nuttel
- 2004: Laws of Atraction: Thorne Jamison
- 2004: Dirty Filthy Love (TV): Mark Furness
- 2004: The Banker
- 2005: Dead Longer Enough: Harry Jones
- 2005: El regne del cel: capellà
- 2005: The League of Gentlemen's Apocalypse: Jeremy
- 2006: Underworld: Evolution: Lucian
- 2006: Kenneth Williams: Fantabulosa! (TV): Kenneth Williams
- 2006: La reina (The Queen): Tony Blair
- 2006: Ancient Roma: The Rise and Fall of any Empire (sèrie de televisió): Emperador « Neró » Claudius Caesar Augustus Germanicus
- 2006: HG Wells: War with the World (TV): H. G. Wells
- 2006: The Battle for Roma (fulletó TV): Nero
- 2006: Diamant de sang (Blood Diamond): Rupert Simmons
- 2007: Music Within: Art
- 2007: Airlock, or How to Say Goodbye in Space: Adam Banton
- 2008: Frost/Nixon: David Frost
- 2009: Underworld: Rise of the Lycans: Lucian
- 2009: The Damned United: Brian Clough
- 2009: My Last Five Girlfriends: Burnam
- 2009: The Twilight Saga: New Moon: Aro
- 2010: Unthinkable: Younger
- 2010: Alicia al país de les meravelles (Alice in Wonderland): McTwisp, el Conill Blanc (veu)
- 2010: The Special Relationship (TV): Tony Blair
- 2010: 30 Rock (TV): Wesley Snipes
- 2010: Beautiful Boy: Bill Carroll
- 2010: Tron: Legacy: Castor /Zuse
- 2011: Midnight in París, de Woody Allen: Paul
- 2011: Doctor Who (TV): The House temporada 6, episodi 4)
- 2011: Jesus Henry Crist: Dr. Slavkin O'Hara
- 2012: The Twilight Saga: Breaking Dawn , part 2: Aro
- 2012: The Gospel of Us, de Dave McKean: El professor
- 2012: To the Wonder, de Terrence Malick (tallat al muntatge)
- 2013: Mariah Mundi and the Midas Box de Jonathan Newman: el capità Will Charity
- 2013: Admission de Paul Weitz: Mark
- 2013: Masters of Sex (sèrie TV): William Màsters
- 2014: Secret d'Estat: Fred Weil
- 2014: Matar el missatger
- 2014: The Spoils of Babylon (sèrie TV): Chet Halner
- 2015: Far from the Madding Crowd de Thomas Vinterberg: William Boldwood
- 2015: The Spoils Before Dying (sèrie TV)
- 2016: Alice de l'altre costat del mirall de James Bobin: McTwisp, el Conill Blanc (veu)
- 2016: Passengers de Morten Tyldum: Arthur
- 2016: Norman: The Moderate Rise and Tragic Fall of a New York Fixer: Philip Cohen
- 2017: Nocturnal Animals de Tom Ford: Carlos
- 2017: Norman de Joseph Cedar: Philip Cohen
- 2018: Apostle de Gareth Evans

## Premis i nominacions

### Nominacions
- 2007. BAFTA al millor actor secundari per The Queen
- 2010. Primetime Emmy al millor actor en minisèrie o telefilm per The Special Relationship